# ビタミンD欠乏症
ビタミンD欠乏症（英: Vitamin D deficiency）は、ビタミンD値が正常値を下回る疾患のことである。
症状には、筋肉痛、筋力低下、テタニーなどがあげられるが、ほとんどの場合が無症状である。小児の場合は、骨が適切に石灰化しない病気のくる病を引き起こす。成人の場合は、骨軟化症を引き起こし、骨粗鬆症になる可能性と共に骨折のリスクが高くなる。ビタミンDの欠乏は多くの状態と関連してるが、それらが原因であるかどうかは不明である。
ビタミンD欠乏症の原因には、不十分な日光への暴露、食事からの摂取量の減少、腎臓の障害、腸からの吸収の減少などがあげられる。その他の危険因子には、肝疾患や特定の遺伝性疾患があげられる。診断は、血中の25(OH)Dレベルに基づき、50〜75nmol/L（20〜30ng/ml）未満の場合にビタミンD欠乏症と診断される。症状のない人を検査することは、利点が不明確であるため、推奨されない。
ビタミンDサプリメントの一般的な使用は勧められない。ビタミンD欠乏症の治療は、ビタミンDの経口摂取が一般的である。食事からの摂取源には、脂質の多い魚、きのこ、卵黄などがあげられる。国または地域によってはビタミンD強化されたミルクやその他の食品がある。さらに、カルシウムとリン酸塩の欠乏の矯正が必要な場合もある。
ビタミンD欠乏症の罹患者数は人口の約20〜40％であり、その内、重度の欠乏症は6〜13％である。ただし、これらの統計は血液検査に基づくもので、健康への悪影響に関連するものではない。一般的に幼児と高齢者にみられる。ビタミンDの欠乏が主な原因のくる病は、1645年には報告されている 。
観察研究ではビタミンD欠乏と特定のがんリスク増加の関連性が報告されている。しかし、ランダム化比較試験（RCT）では、ビタミンD補充によるがん予防効果は確認されていない。